# Tim Gullikson
Timothy Ernest "Tim" Gullikson (8 de septiembre de 1951 – 3 de mayo de 1996) fue un jugador de tenis y entrenador estadounidense, nacido en La Crosse (Wisconsin). Gullikson es también recordado por su trabajo como entrenador con el tenista Pete Sampras, que ganó cuatro títulos Grand Slam y logró el Núm. 1 mundial del ranking durante su época como entrenador, de 1992 a 1995.

## Carrera deportiva
En 1977, Tim Gullikson ganó tres títulos y fue nombrado ''jugador revelación del año'' por la ATP. Durante su carrera deportiva, Gullikson ganó 15 títulos, diez de ellos junto a su hermano de gemelo, Tom Gullikson. Los hermanos fueron subcampeones en dobles masculinos en Wimbledon en 1983. Tim también ganó un total de cuatro títulos individuales y logró llegar a cuartos de final en el campeonato de Wimbledon de 1979, batiendo a John McEnroe en la cuarta ronda. Sus mejores puestos en el ranking mundial fueron el Núm. 15 en individuales (1979) y Núm. 3 en dobles (1983).

## Finales de Grand Slam

### Dobles (1 subcampeón)
| Resultado  | Año  | Campeonato | Superficie | Socio         | Adversarios                | Puntuación    |
| ---------- | ---- | ---------- | ---------- | ------------- | -------------------------- | ------------- |
| Subcampeón | 1983 | Wimbledon  | Hierba     | Tom Gullikson | Peter Fleming John McEnroe | 4–6, 3–6, 4–6 |

## Retiro
Después de retirarse de la visita profesional en 1986, Gullikson continuó jugando al tenis en clase sénior, ganando otros 35 títulos, incluido Wimbledon en 1991.
Tras retirarse como jugador, Gullikson siguió con el tenis, pero ahora como entrenador. Trabajó con varios jugadores profesionales, como Martina Navratilova, Mary Joe Fernández y Aaron Krickstein. Pero es probablemente más recordado por su trabajo con Pete Sampras, que ganó cuatro títulos Grand Slam individuales y logró el Núm. 1 mundial del ranking durante su etapa como entrenador (1992-1995).
Gullikson sufrió una serie de percances viajando con Sampras. En diciembre de 1994, los neurólogos alemanes descubrieron un coágulo de sangre en su cerebro que equivocadamente fue achacada a un problema congénito de corazón. Gullikson insistió en el acompañamiento Sampras en el Abierto australiano en enero de 1995 para ayudar a Sampras a defender su título allí, pero Gullikson se derrumbó durante una sesión de entrenamientos. Tras unas pruebas en el hospital de Melbourne, Gullikson fue enviado a casa a Chicago para superar su enfermedad. Sampras sufrió durante la cuarta ronda frente a Jim Courier. En la final, en la que Sampras perdió frente a Andre Agassi, no pudo dedicarle el triunfo a su "mejor amigo" y mentor. Pocas semanas después, le fue diagnosticado un cáncer de cerebro, sin operación posible. Sampras, que ganó catorce Grand Slam en su carrera, debe nueve a su entrenador Paul Annacone, tras haber ganado cuatro con Tim Gullikson.
Gullikson murió en mayo de 1996 en su casa de Wheaton, Illinois. Después de su muerte, su hermano gemelo Tom creó la Fundación Tim & Tom Gullikson, que financia programas para ayudar a pacientes de tumor cerebral y a sus familias.